# Niczyja córka
Niczyja córka – wyreżyserowany przez László Ranódyego węgierski dramat filmowy z 1976 roku na podstawie powieści Zsigmonda Móricza Árvácska z 1940 roku.

## Fabuła
Akcja filmu ma miejsce na węgierskiej wsi w latach 30. XX w. Biedni państwo Dudás wyłącznie ze względu na pieniądze adoptują siedmioletnią sierotę, Csöre. Csöre pracuje jako pomoc dla rolnika, który zabiera jej wszystkie ubrania tak, by nie mogła uciec, wskutek czego żyje ona i wypasa krowy zupełnie nago. Jest ona ponadto maltretowana przez swoich przybranych rodziców, którzy surowo ją karzą za każdy najmniejszy błąd. Siedmiolatka ucieka i wraca do sierocińca, po czym jest adoptowana przez inną rodzinę, która jednak znęca się nad nią bardziej niż poprzednia. Csöre zaprzyjaźnia się z Jánosem, serdecznym starcem mieszkającym w stajni. Jest on jedyną osobą, która ją wspiera. Po jego śmierci dziewczynka w czasie Bożego Narodzenia przypadkowo podpala budynek.

## Obsada
- Zsuzsa Czinkóczi – Csöre
- Anna Nagy – matka
- Sándor Horváth – ojciec
- Marianna Moór – Zsabamári
- József Bihari – János Csomor
- Ila Schütz – Zsofka
- Ádám Szirtes – József Szennyes
- Piroska Molnár – Anna
- József Madaras – István Kadaros
- Flóra Kádár – Żona